# Sindrome anartrica
L'aprassia dell'articolazione o anartria è un deficit della programmazione articolatoria, che consegue ad una lesione del solo emisfero sinistro e che non dipende da paresi dei muscoli coinvolti nella realizzazione dei suoni del linguaggio (Johns e Darley, 1970; Buckingham, 1991).

## Caratteristiche
I pazienti articolano con fatica, dando l'impressione di una lotta per la realizzazione delle posizioni articolatorie desiderate. Il meccanismo principale del disturbo è una perdita della capacità di integrare spazialmente e temporalmente l'attività dei singoli muscoli, e quindi dei singoli articolatori che intervengono nella produzione dei suoni del linguaggio.
Questo disturbo può presentarsi in associazione all'Afasia di Broca o dissociata da essa (anartria pura).
È importante sottolineare che a differenza della disartria, l'aprassia dell'articolazione è un disturbo motorio della sola articolazione, ciò significa che i movimenti non articolatori del distretto bucco-linguo-facciale non sono coinvolti. Cioè il paziente non ha problemi, per esempio, nei movimenti di apertura e chiusura della bocca o di protrusione e retrazione linguale. 
Nel bambino che presenta una tensione muscolare eccessiva e spasmi improvvisi, la produzione verbale tenderà ad essere esplosiva e caratterizzata da lunghe pause (disartria spastica). 
Nel bambino in cui sono caratteristici dei movimenti involontari, la produzione verbale sarà molto variabile. 
Le difficoltà di linguaggio sono rese più gravi dalla mancanza di controllo del capo e del tronco, associate a difficoltà di deglutizione e scialorrea. 
La disartria distonica o disartria atetoide è caratterizzata da incoordinazione (distonia), confusione; il flusso verbale è tremolante e senza ritmo regolare. 
Nella disatria atassica la parola è scandita e rallentata. L'intensità della voce può essere debole o aumentare rapidamente dopo l'inizio della frase, in altri casì l'intensità può variare a seconda del momento (atetosici e cerebellari). 
Le cause possono essere di origine laringea, ma soprattutto respiratoria: spasmi respiratori improvvisi determinano un blocco diaframmatico in espirazione o spasmi della glottide o dei muscoli della mascella quindi il flusso può essere irregolare, con blocchi e pause più o meno lunghe. 
Il timbro della voce può essere rauco, a causa di uno spasmo incompleto delle corde vocali, la voce è emessa in ritardo ed il suono è rauco e fastidioso.